# معادلة تفاضلية عادية
في الرياضيات، بشكل عام المعادلات التفاضلية هي المعادلات التي يكون فيها المتغير هو دالة، حيث المعادلة تظهر العلاقة بين الدالة ومشتقاتها.
حل المعادلات التفاضلية يعني إيجاد جميع الدوال y التي تحقق هذه المعادلة، ومجموعة هذه الدوال تسمى الحل العام للمعادلة (عائلة حلول)، كل عنصر من هذه المجموعة يسمى حلا خاصا للمعادلة.
أما المعادلة التفاضلية العاديّة (بالإنجليزية: Ordinary differential equation)‏ تكون فيها الدالة بمتغير واحد، بعكس المعادلة التفاضلية الجزئية التي يكون فيها المتغير دالة بعدّة متغيرات، والمشتقات مشتقات جزئية.
المعادلات التفاضلية مهمة جداً في تفسير الظواهر العلمية الفيزيائية والكيميائية. السبب في ذلك أننا نستطيع كتابة معادلات بمتغيرات كثيرة كدالة للمشتقات مثل سرعة وموقع الأجسام المختلفة، لذلك يلزم معرفة حل هذه المعدلات وكيفيّة التعامل معها.
ويجدر التنويه أنه في حالات كثيرة لا يمكن حل المعادلة بصورة جبريّة تامة، لذلك من المهم التعرف على نظريات وخواص هذه المعادلات التي بطبعها تسهّل تأطير الحل.
من الممكن تصنيف المعادلات إلى فئات مختلفة بحسب رتبة المعادلة، حيث رتبة المعادلة هي أعلى مشتقة تظهر بالمعادلة، أما درجة المعادلة فهي الأس المرفوع اليها أعلى مشتقة.
مثال:
{\displaystyle \ (y'')^{9}-5y=x} من مرتبة 2 ودرجة 9.

## معادلات من الرتبة الأولى
بشكل عام، يمكن عرض المعادلة من الرتبة الأولى بصورة {\displaystyle \ F\left(y,y',x\right)=0}. الهدف هو البحث عن دالة {\displaystyle \ y(x)} إذا عوضنها في {\displaystyle \ F} تكون النتيجة 0.

### مثال
الدالة {\displaystyle \ F(y,y',x)=y'-2y} المعادلة تكون {\displaystyle \ y'-2y=0}.الحل العام هو: {\displaystyle \ Ae^{2x}}. وبالفعل يتحقق {\displaystyle \ (Ae^{2x})'=2Ae^{2x}}, لذلك إذا عوّضنا تكون النتيجة {\displaystyle \ 2Ae^{2x}-2Ae^{2x}=0}, كالمطلوب.
كما ذكرنا، في معادلة تفاضلية نحصل على عدّة حلول متعددة، الحل المطلوب ممكن حصره بواسطة: شرط حدي - شرط ابتدائي (أنظر شروط الحدية).
بشكل خاص؛ لمعادلات تفاضلية من الرتبة الأولى هناك مبرهنة بيكار ليندلوف
ذات خواص مهمة لايجاد الحل.

### معادلة خطيّة متجانسة وغير متجانسة من الرتبة الأولى
تظهر معادلة خطية من الرتبة الأولى على الصورة {\displaystyle \ y'+p(x)y=q(x)}.
إذا كان {\displaystyle \ q(x)\equiv 0} تسمى المعادلة بالمعادلة المتجانسة؛ {\displaystyle \ y'+p(x)y=0}.
{\displaystyle \ y'+p(x)y=0}
{\displaystyle \ y'=-p(x)y}
{\displaystyle \ (y'/y)=-p(x)}
{\displaystyle \ \int (dy/y)=\int (-p(x))}
{\displaystyle \ y=Ce^{\int -p(x)dx}}
{\displaystyle \ C} هو معامل تكاملي، ونضيف حلا إضافيا يسمى الحل المنفرد {\displaystyle \ y(x)\equiv 0} وهو يتحقق في شرط حدي {\displaystyle \ C=0}. إذا يمكن استنتاج هذا الحل من الحل العام لذلك الحال العام كامل.
المعادلة غير المتجانسة يمكن كتابة حلها حاصل جمع بين حل عام لمعادلة تفاضلية متجانسة وحل خاص لمعادلة تفاضلية غير متجانسة.
{\displaystyle \ y=y_{H}+y_{P}}
نعرض الآن حلا عاما للمعادلة التفاضلية غير المتجانسة {\displaystyle \ y'+p(x)y=q(x)}
نستعين في دالة {\displaystyle \ M(x)}:
{\displaystyle \ y'+p(x)y=q(x)}
نضرب الجهتين في الدالة المساعدة:
{\displaystyle \ M(x)y'+M(x)p(x)y=M(x)q(x)}
نطلب:
{\displaystyle \ M(x)'=p(x)M(x)}
هي معادلة تفاضلية متجانسة، حلها:
{\displaystyle \ M(x)=e^{\int p(x)dx}}
نستعين في الدالة المساعدة لنصل إلى الحل النهائي:
{\displaystyle \ \int (M(x)y)'=\int M(x)q(x)}
{\displaystyle \ M(x)y=\int M(x)q(x)+c}
{\displaystyle \ y=(\int M(x)q(x)+c)/M(x)}

### فصل المتغيرات
هي من الصورة:
{\displaystyle \ y'=g(x)h(y)}
طريقة الحل تكون بفصل المتغيرات ثم القيام بالتكامل.
أي أن:
{\displaystyle \ \int dy/h(y)=\int g(x)dx}
وهذا بالضبط ما قمنا به في المعادلة المتجانسة من الرتبة الأولى.
ملاحظة: فصل المتغيرات يعني فصل كل ما يتعلق بالمتغير المستقل {\displaystyle \ x} عن متغير المعادلة (المتغير التابع) {\displaystyle \ y(x)}.

#### معادلة الخط المستقيم
{\displaystyle \ y'=f(ax+by+c)}
نرمز:
{\displaystyle \ z=ax+by+c}
ومنها نعود لمعادلة فصل المتغيرات.

### معادلة على الصورة (y'=f(y/x
نوصل الصورة المعطاة لمعادلة قابلة للفصل عن طريق الرمز لِ {\displaystyle \ z=y/x}.

### معادلة برنولي
معادلة برنولي من الصورة {\displaystyle \ y'+p(x)y=q(x)y^{n}}.
واضح ان {\displaystyle \ y=0} هو حل للمعادلة.
نفرض أن {\displaystyle \ y\neq 0}، نقسم على {\displaystyle \ y^{n}} :
{\displaystyle \ y'/y^{n}+p(x)y/y^{n}=q(x)}
نرمز {\displaystyle \ z=y/y^{n}} أي {\displaystyle \ z=y^{1-n}}، فنحصل على الدالة الخطية {\displaystyle \ z'+(1-n)p(x)z=(1-n)q(x)}.
نجد {\displaystyle \ z} ومنها يمكننا ايجاد {\displaystyle \ y} - المتغير التابع المطلوب.

### معادلة تامّة
لتكن {\displaystyle \ F(x,y)} دالة قابلة للاشتقاق. حيث {\displaystyle \ x(t)} و {\displaystyle \ y(t)}.
حسب قاعدة السلسلة يتحقق:
{\displaystyle \ {\frac {dF}{dt}}={\frac {\partial F}{\partial x}}{\frac {dx}{dt}}+{\frac {\partial F}{\partial y}}{\frac {dy}{dt}}}
وبشكل رمزي نكتب: {\displaystyle \ dF={\frac {\partial F}{\partial x}}dx+{\frac {\partial F}{\partial y}}dy}
إذا كانت {\displaystyle \ F(x,y)=const} حينئذ {\displaystyle \ dF=0}.
من هذا المنطلق ننظر للمعادلة {\displaystyle \ P(x,y)dx+Q(x,y)dy=0}:
1. إذا تحقق {\displaystyle \ {\frac {\partial P}{\partial y}}={\frac {\partial Q}{\partial x}}} حينها تسمى المعادلة معادلة تامّة.
2. وإذا كانت دالة {\displaystyle \ F(x,y)} تحقق:

{\displaystyle \ {\frac {\partial F}{\partial x}}=P(x,y)} وأيضاً {\displaystyle \ {\frac {\partial F}{\partial y}}=Q(x,y)}.
تكون المعادلة شبيهة ل {\displaystyle \ dF={\frac {\partial F}{\partial x}}dx+{\frac {\partial F}{\partial y}}dy}
وحينها نقول الحل هو  {\displaystyle \ F(x,y)=c} .
إذا لم تكن المعادلة تامّة، أي أن {\displaystyle \ {\frac {\partial P}{\partial y}}\neq {\frac {\partial Q}{\partial x}}} حينها نستعين بمعامل التكامل {\displaystyle \ \mu (x,y)} بحيث:
{\displaystyle \ \mu (x,y)P(x,y)dx+\mu (x,y)Q(x,y)dy=0} نطلب:
{\displaystyle \ {\frac {\partial }{\partial y}}(\mu (x,y)P(x,y))={\frac {\partial }{\partial y}}(\mu (x,y)Q(x,y)}
ملاحظة: بشكل عام نطلب ان {\displaystyle \ \mu (x)} -متعلقة فقط ب {\displaystyle \ x} أو نطلب ان {\displaystyle \ \mu (y)} -متعلقة فقط ب {\displaystyle \ y} وذلك حسب المعادلة التي نريد حلها.

### معاني هندسية في المعادلات التفاضلية
حقل الاتجاه:
نستطيع تمثيل ميل كل حل خاص على المحور بواسطة اسهم -لا يوجد معنى لطول السهم- ، بحيث ان اختيار شرط بدائي يعطينا حل واحد هو دالة.
- - إذا قمنا بالوصل بين الاسهم تظهر الحلول.

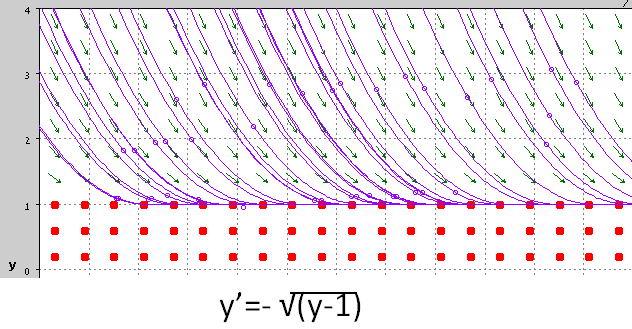
عائلة حلول في المعادلة المعطاة. اختيار شرط بدائي يعطي حل واحد هو دالة.

### نظرية وجود وأحادية الحل لمعادلة تفاضلية رتبة أولى
معطى:
{\displaystyle \ y(x_{0})=y_{0}} وأيضاَ {\displaystyle \ y'=f(x,y)}
نفرض أن الدالة {\displaystyle \ f(x,y)} وكل مشتقاتها الجزئية حسب {\displaystyle \ y} متصلة في المجال ثنائي البعد {\displaystyle \ D} في محور {\displaystyle \ (x,y)} وهذا المجال يحوي نقطة الشرط الحدي (أنظر شروط الحدية) {\displaystyle \ (x_{0},y_{0})}.
فنقول أنه موجود منطقة مستطيلة{\displaystyle \ [x_{0}-h,x_{0}+h]} للنقطة {\displaystyle \ x_{0}} على الأقل في المجال {\displaystyle \ x_{0}-h\leq x\leq x_{0}+h} فيه حل موجود وهو {\displaystyle \ y(x)}.
وهو واحد ووحيد.

## معادلات تفاضلية من رتبة n
انظر معادلة تفاضلية خطية